# Марія Амалія Бурбон-Сицилійська (1818—1857)
Марія Амалія Фердинанда Бурбон-Сицилійська (італ. Maria Amalia Ferdinanda di Borbone-Due Sicilie), (нар. 25 лютого 1818 — пом. 6 листопада 1857) — сицилійська принцеса з династії Бурбонів, донька короля Обох Сицилій Франциска I та іспанської інфанти Марії Ізабелли, дружина інфанта Себастьяна де Бурбона.

## Біографія
Народилась 25 лютого 1818 року в Поццуолі. Була восьмою дитиною та четвертою донькою в родині кронпринца Сицилії Франциска та його другої дружини Марії Ізабелли Іспанської. Мала старших братів Фердинанда, Карла, Леопольда й Антоніо та сестер Луїзу Карлоту, Марію Крістіну та Марію Антонію. Згодом у неї з'явилися молодші сестри Марія Кароліна і Тереза Крістіна та брати Луїджі та Франческо.

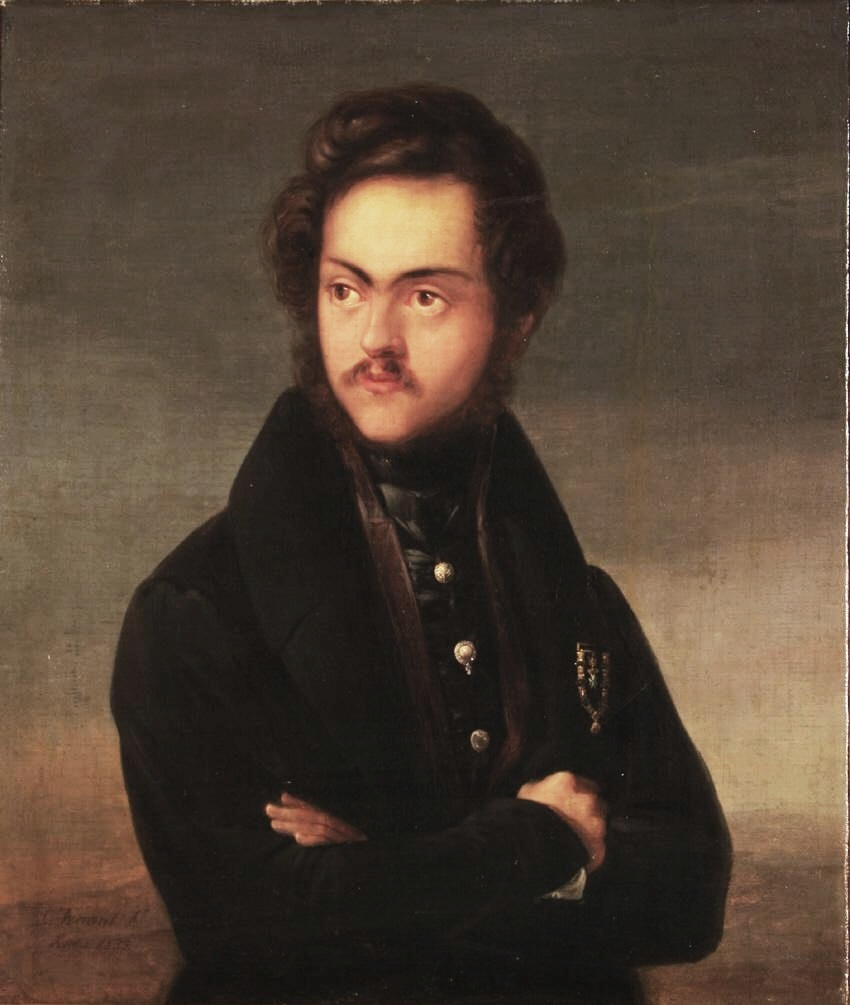
Портрет Себастьяна де Бурбона

У 1825 році батько став королем Обох Сицилій, а у 1830 році його не стало.
У грудні 1829 року, на весіллі Марії Крістіни, Марія Амалія познайомилася з інфантом Себастьяном Португальським та Іспанським. Юнак був не дуже вродливим, але достатньо багатим. За кілька років пара побралася.
Вінчання 14-річної Марії Амалії та 20-річного Себастьяна пройшло 25 травня 1832 у Мадриді. Дітей у подружжя не було. У 1839 році пара оселилася у Неаполі.
Принцеса померла 6 листопада 1857 року у Мадриді. Була похована у базиліці Санта-К'яра у Неаполі.

## Нагороди
- Орден королеви Марії Луїзи (Іспанія) (4 травня 1826).

## Титули
- 25 лютого 1818—25 травня 1832 — Її Королівська Високість Принцеса Марія Амалія Бурбон-Сицилійська;
- 25 травня 1832—6 листопада 1857 — Її Королівська Високість Інфанта Марія Амалія Португальська та Іспанська, Принцеса Бурбон-Сицилійська.